# Ayzac-Ost
Ayzac-Ost – miejscowość i gmina we Francji, w regionie Oksytania, w departamencie Pireneje Wysokie.
Według danych na rok 1990 gminę zamieszkiwało 369 osób, a gęstość zaludnienia wynosiła 120 osób/km² (wśród 3020 gmin regionu Midi-Pireneje Ayzac-Ost plasuje się na 703. miejscu pod względem liczby ludności, natomiast pod względem powierzchni na miejscu 1640.).